# Gregorio Degano
Gregorio "Goyo" Degano (Beccar, Buenos Aires; 4 de febrero de 1990) es un cantante y compositor argentino. Es reconocido por ser el vocalista y líder de la agrupación de pop rock, Bandalos Chinos desde 2009.